# Tularthrum lineatum
Tularthrum lineatum là một loài bọ cánh cứng trong họ Laemophloeidae. Loài này được Braun miêu tả khoa học năm 1893.